# Георгиева, Анка
Ани «Анка» Ефтимова-Георгиева (болг. Ани «Анка» Ефтимова-Георгиева; род. 18 мая 1959 или 24 ноября 1959, Варна) — болгарская гребная рулевая, выступавшая за сборную Болгарии по академической гребле в 1970-х и 1980-х годах. Бронзовая призёрка летних Олимпийских игр в Москве, чемпионка мира, победительница и призёрка регат национального значения.

## Биография
Анка Георгиева родилась 18 мая 1959 года в городе Варна, Болгария.
Первого серьёзного успеха на взрослом международном уровне добилась в сезоне 1978 года, когда вошла в основной состав болгарской национальной сборной и побывала на чемпионате мира в Карапиро, где одержала победу в зачёте парных рулевых четвёрок.
Благодаря череде удачных выступлений удостоилась права защищать честь страны на летних Олимпийских играх 1980 года в Москве — в составе парного четырёхместного экипажа, куда также вошли гребчихи с Марияна Сербезова, Румеляна Бончева, Анка Бакова и Долорес Накова, в решающем финальном заезде пришла к финишу третьей позади экипажей из Восточной Германии и Советского Союза — тем самым завоевала бронзовую олимпийскую медаль.
После московской Олимпиады Георгиева осталась в составе гребной команды Болгарии и продолжила принимать участие в крупнейших международных регатах. Так, в 1989 году она выступила на мировом первенстве в Бледе, где в программе восьмёрок показала на финише четвёртый результат. Вскоре по окончании этих соревнований приняла решение завершить спортивную карьеру.